# Jean-Charles Pichegru
Jean-Charles Pichegru (16 de febrer de 1761 – 5 d'abril de 1804) va ser un distingit general de les Guerres Revolucionàries. Sota el seu comandament, les tropes franceses van esclafar l'oposició a Bèlgica i els Països Baixos abans de lluitar al front del Rin. Les seues posicions reialistes el van portar a ser despullat dels càrrecs i a ser empresonat a Cayenne (la Guaiana Francesa) durant el Colp del 18 de fructidor el 1797. Després d'escapar a l'exili a Londres i unir-se al personal d'Alexander Korsakov, va tornar a França i va tramar la Conspiració Pichegru per a traure a Napoleó del poder, cosa que va conduir al seu arrest i mort. Malgrat la seva defecció, el seu cognom és un dels noms inscrits sota l'Arc del Triomf, a la Columna 3.